# Tanaecia vuiana
Tanaecia vuiana är en fjärilsart som beskrevs av John Nevill Eliot 1980. Tanaecia vuiana ingår i släktet Tanaecia och familjen praktfjärilar. Inga underarter finns listade i Catalogue of Life.